# Discoderus obsidianus
Discoderus obsidianus är en skalbaggsart som beskrevs av Thomas Casey. Discoderus obsidianus ingår i släktet Discoderus och familjen jordlöpare. Inga underarter finns listade i Catalogue of Life.